# Saint-Hilaire-les-Andrésis
Saint-Hilaire-les-Andrésis is een gemeente in het Franse departement Loiret (regio Centre-Val de Loire). De plaats maakt deel uit van het arrondissement Montargis. Saint-Hilaire-les-Andrésis telde op 1 januari 2022 953 inwoners.

## Geografie
De oppervlakte van Saint-Hilaire-les-Andrésis bedroeg op 1 januari 2022 25,71 vierkante kilometer; de bevolkingsdichtheid was toen 37,1 inwoners per km².

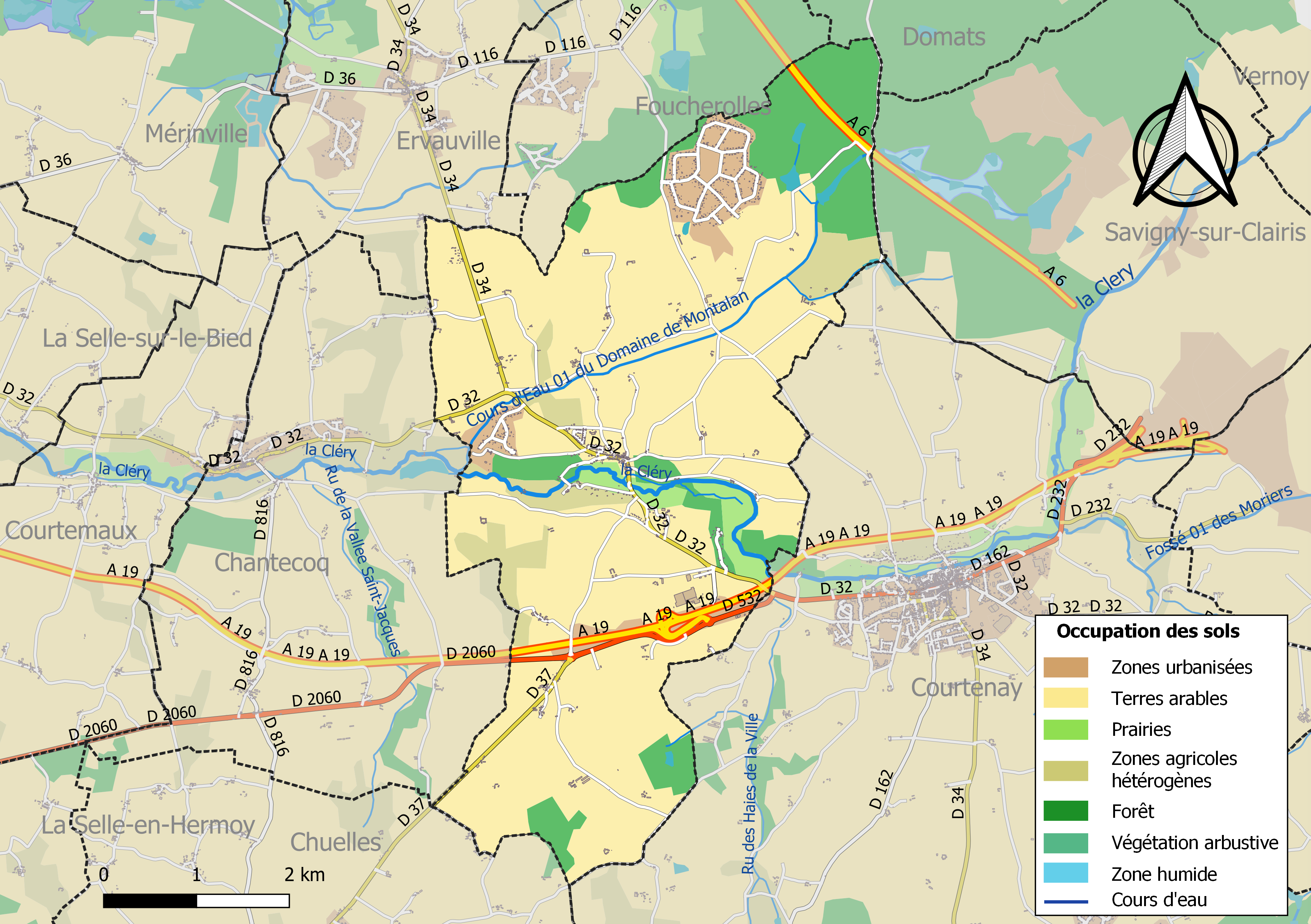
Kaart van de gemeente met de belangrijkste infrastructuur, bodemgebruik en omliggende gemeenten

## Demografie
Onderstaande figuur toont het verloop van het inwonertal (bron: INSEE-tellingen).